# Кельх, Христиан
Христиан Кельх (нем. Christian Kelch; 5 декабря 1657, Грайфенхаген — 2 декабря 1710, Виру-Яагупи, нынешняя Эстония) —  остзейский историк германского происхождения.
Учился в гимназии в Штеттине, затем в Берлине, затем, в 1678—1679 гг., в университетах Франкфурта-на-Одере и Ростока. Из-за нехватки средств вынужден был оставить учёбу и отправился в Лифляндию, где работал домашним учителем в семьях пасторов в городе Пылтсамаа. В 1682 г. назначен пастором местечка Ярва-Яани, затем служил в Виру-Яагупи. В 1710 г. Кельху было предложено место пастора в Соборе Святого Николая в Таллине, однако он не успел занять его и умер от чумы. Кельх выучил эстонский язык, был одним из первых пасторов, открывших публичные школы для эстонских детей.
Основной труд Кельха — написанная им «История Лифляндии» (нем. «Liefländische Historia, oder kurtze Beschreibung der Denkwürdigsten Kriegs- und Friedens-Geschichte Esth- Lief- und Lettlandes...»; Ревель, 1695), в которой изложение доведено до 1690 г.; продолжение, доходящее до 1707 г., было опубликовано лишь в 1874 г. И. Лоссиусом. Кельх собрал богатый материал, отчасти рукописный, но не сумел отнестись к нему критически; поэтому его книга приобретает особое значение только там, где автор приближается к пережитому им самим времени. В особенности важно продолжение труда Кельха для истории Северной войны, при описании событий которой автор пользовался собственными наблюдениями и целым рядом сообщений, частью официального характера. Кельх был горячим шведским патриотом, и эта точка зрения не могла не отразиться на его труде.